# Moonlight Mile
"Moonlight Mile" er en sang fra rock ‘n’ roll bandet The Rolling Stones som findes på deres album fra 1971 Sticky Fingers.
Krediteret til sanger Mick Jagger og guitarist Keith Richards bliver ”Moonlight Mile” betragtet som en af Rolling Stones bedste ballader . Optagelserne begyndte i marts 1970 på Stargroves. Sangen er resultatet af en lang nats indspilninger mellem Jagger og guitarist Mick Taylor. Taylor havde taget et kort guitarstykke af en af Richards stykker (med title: "Japanese Thing"), og arbejdet på den til denne indspilning. Jagger spiller sangens akustisk guitar. Klaveret bliver spillet af The Rolling Stones regulære trompetist Jim Price.
Til trods for sit arbejde på ”Moonlight Mile” modtog Taylor ikke nogle kredit for sangen i første omgang. Denne manglede anerkendelse fra Jagger og Richards af Taylors bidrag til sangen, var i sidste ende med til at han forlod bandet i sommeren 1974.
Ligesom mange af The Stones sange er meningen i denne sang kryptisk og mystisk, men dog er nogle af linjerne i sang direkte og fortæller om livet på landevejen: 
| Citat | The sound of strangers sending nothing to my mind; Just another mad mad day on the road; I am just living to be lying by your side, But I'm just about a moonlight mile on down the road | Citat |
|       | |       |

I sin anmeldelse af sangen siger Bill Janovitz: “"Selvom sangen stadig udtaler sig om stoffer og landevejslivet af en berømthed i musikken, er den dog en sjældent eksempel på at Jagger lægger sin offentlige personlighed fra sig og tillader et kik ind bag facaden hvor store forventningerne er til en sex, drug og rock ’n’ roll stjerner. Jagger fortæller, at der virkelig er en mand bag tæppet ”. 

### Fodnote
1. ↑  allmusic (Webside ikke længere tilgængelig)
2. ↑  allmusic (Webside ikke længere tilgængelig)